# Yên Đỗ
Yên Đỗ là một phường cũ thuộc thành phố Pleiku, tỉnh Gia Lai, Việt Nam.
Phường Yên Đỗ có diện tích 1,86 km², dân số năm 1999 là 16.555 người, mật độ dân số đạt 8.901 người/km². Dân số năm 2018 là 41.387 người, mật độ dân số đạt 22.251 người/km².
Theo Nghị quyết số 1664/NQ-UBTVQH15 năm 2025, hợp nhất toàn bộ diện tích tự nhiên và dân số của 3 phường: phường Yên Đỗ, Ia Kring, Diên Hồng và xã Diên Phú thành phường Diên Hồng.